# Agou (Costa d'Avorio)
Agou è una città, sottoprefettura e comune della Costa d'Avorio, situata nel dipartimento di Adzopé; conta una popolazione di 31 091 abitanti (censimento 2021).